# Daosheng
Daosheng (chinois : 道生), aussi connu sous le nom de Zhu Daosheng (vers 360-434), est un moine bouddhiste chinois, philosophe et traducteur, chinois. Il fut le fondateur de l’école du Nirvana qui fut particulièrement importante sous le règne de l'empereur Wu (première moitié du VIe siècle des Liang.

## Biographie
Enfant doué et vif d'esprit, il se convertit au bouddhisme après avoir rencontré Zhu Fatai (320-387), un moine qui joua un rôle important dans la diffusion de cette religion dans la région du Yangzhou. Il donna son premier enseignement à l'âge de quinze ans, et au moment où il fut ordonné, Dongsheng était déjà reconnu pour ses talents de prédicateur. Vers 397, il arrive au monastère du mont Lu Shan où il rencontre Huiyuan — il étudiera auprès de lui durant sept ans — et Samghadeva. Sous la direction de ce dernier, il commença à traduire l'Abhidharma de l'école Sarvastivada.
Vers 405-406, il se rend dans le Nord, à Chang'an, où il étudie et collabore avec le grand traducteur et érudit de l'école Madhymaka, Kumarajiva (par la suite il fut connu comme de ses « quatre grands disciples »), travaillant probablement à la traduction du Sūtra du Lotus et du Sūtra de Vimalakīrti,.
Cependant, déjà vers 408, il repart dans le Sud, auprès de Huiyuan, dans le Lushan, ainsi qu'à Jiankang (Nankin). Il amène avec lui un commentaire de Sengzhao (traducteur) intitulé Prajñâ est inconnaissance, texte qui attira l'attention de Huiyuan. Et c'est là qu'il commence à se concentrer sur le Sûtra du Nirvâna, qu'il imposera comme la référence de l'école du Nirvâna qui s'implante alors en Chine.

## Lesûtra du Nirvâna
Dans son interprétation de ce sutra, censé contenir l'enseignement ultime du Bouddha, Daosheng considère le Mahayana comme une voie de salut universel. Tous les êtres, y compris ceux qui n'ont pas la foi, possèdent la bouddhéité ou nature de Bouddha. Il n'y a donc pas de différence entre la vacuité, vérité ultime des sûtra de la Sagesse et la bouddhéité du sutra du Nirvana.
Selon Daosheng, la bouddhéité se réalise d'un seul coup, par une illumination instantanée et subite. C'est cette bouddhéïté présente en chacun qui entre dans le Nirvana, le samsara n'étant que le chemin conduisant à cette union finale avec Bouddha. Si une pratique préliminaire est nécessaire pour parvenir au « but ultime », elle ne se confond pas avec l'expérience de l'illumination qui est soudaine, parfaite, immédiate et indivisible. On peut donc s'y préparer, mais on ne peut pas l'acquérir petit à petit. Pour Daosheng, bouddhéité et vacuité sont donc synonymes de Nirvana, état suprême dénué de qualité et de forme, mais accompagné d'un intense sentiment de félicité. La boudhéïté étant immanente à tous les êtres, Daosheng niait l'existence d'une Terre pure tel que l'enseignait Huiyan et développait une théorie de la rétribution selon laquelle les actes bénéfiques ne produisent pas de Karma. Celui-ci provient de l'activité de l'esprit. Si l'on mène une vie active tournée vers le bien, tout en s'efforçant de neutraliser les mouvements de son esprit, on transcende la loi du Karma et par là on échappe au cycle des vies et des morts (samsara).
Ces thèses, considérées comme révolutionnaires furent d'abord mal accueillies et provoquèrent son exclusion de la communauté monastique. Mais, après la traduction complète du Sûtra du Nirvana, Daosheng fut réhabilité.

### Gradualisme et subitisme
Ses conceptions de l'universalité du Mahayana, de la bouddhéité et de l'illumination soudaine jouèrent un grand rôle dans le bouddhisme chinois ultérieur, donnant le départ du débat entre gradualisme et subitisme et contribuant à donner au bouddhisme chinois ses tendances les plus caractéristiques.

## Œuvre
Daosheng a rédigé de nombreux traités et commentaires parmi lesquels La nature de Bouddha existe forcément; Le Dharmakâya n'a pas de forme; Le Bouddha n'a pas de Terre pure. Ces travaux sont cités dans nombreux ouvrages de ses contemporains. Mais seul un commentaire sur le Sûtra du Lotus nous est parvenu.